# Esplanaden, Sundbyberg

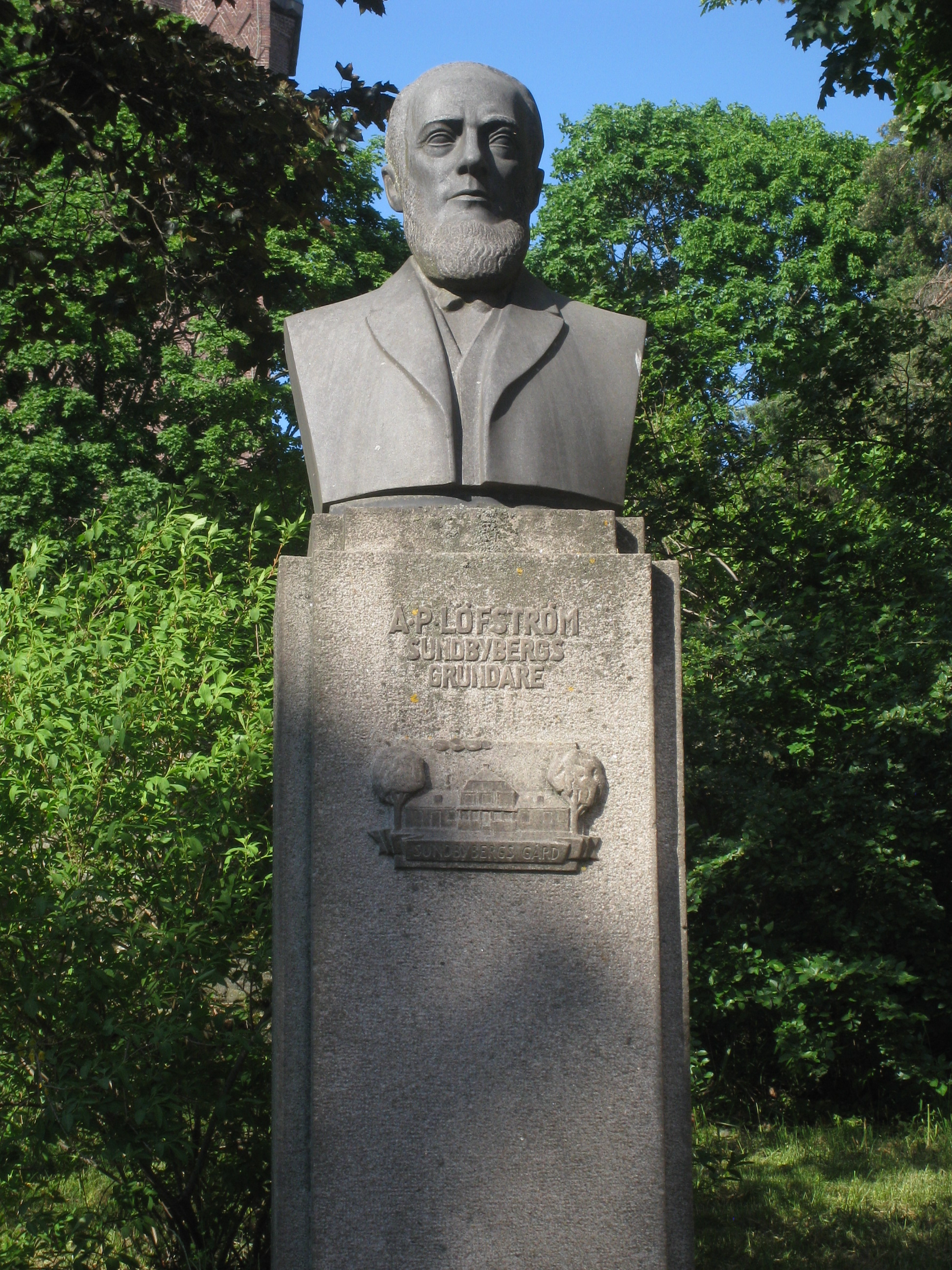
Byst över Anders Petter Löfström av skulptören Carl Fagerberg i Sundbyberg. Anders Petter Löfström, som var Sundbybergs grundare, "blickar ut över Esplanaden".

Esplanaden är en av de centrala gatorna i Sundbyberg. Vid Esplanaden finns bland annat biblioteket, Det Nya Museet samt en byst föreställande stadens grundare Anders Petter Löfström.